# Музей Суворова (Измаил)
Исторический музей А. В. Суворова — коммунальное учреждение Измаильского городского совета, один из шести суворовских музеев, действующих на постсоветском территории. Экспозиция знакомит с жизнью и деятельностью полководца, его эпохой. Отделом музея является диорама «Штурм крепости Измаил русскими войсками и украинскими казаками 11 (22) декабря 1790».

## Структура музея
Исторический музей А. В. Суворова
Музей расположен в центральной части Измаила в небольшом одноэтажном особняке классического стиля — памятнике истории и архитектуры XIX века. В доме жила семья Авраамовых в 1899 году (Иван Иоакимович Авраамов руководил городом с 1909 по 1911 года). В середине XX века в здании размещались филиалы Национального банка Румынии, затем — Государственного банка СССР.

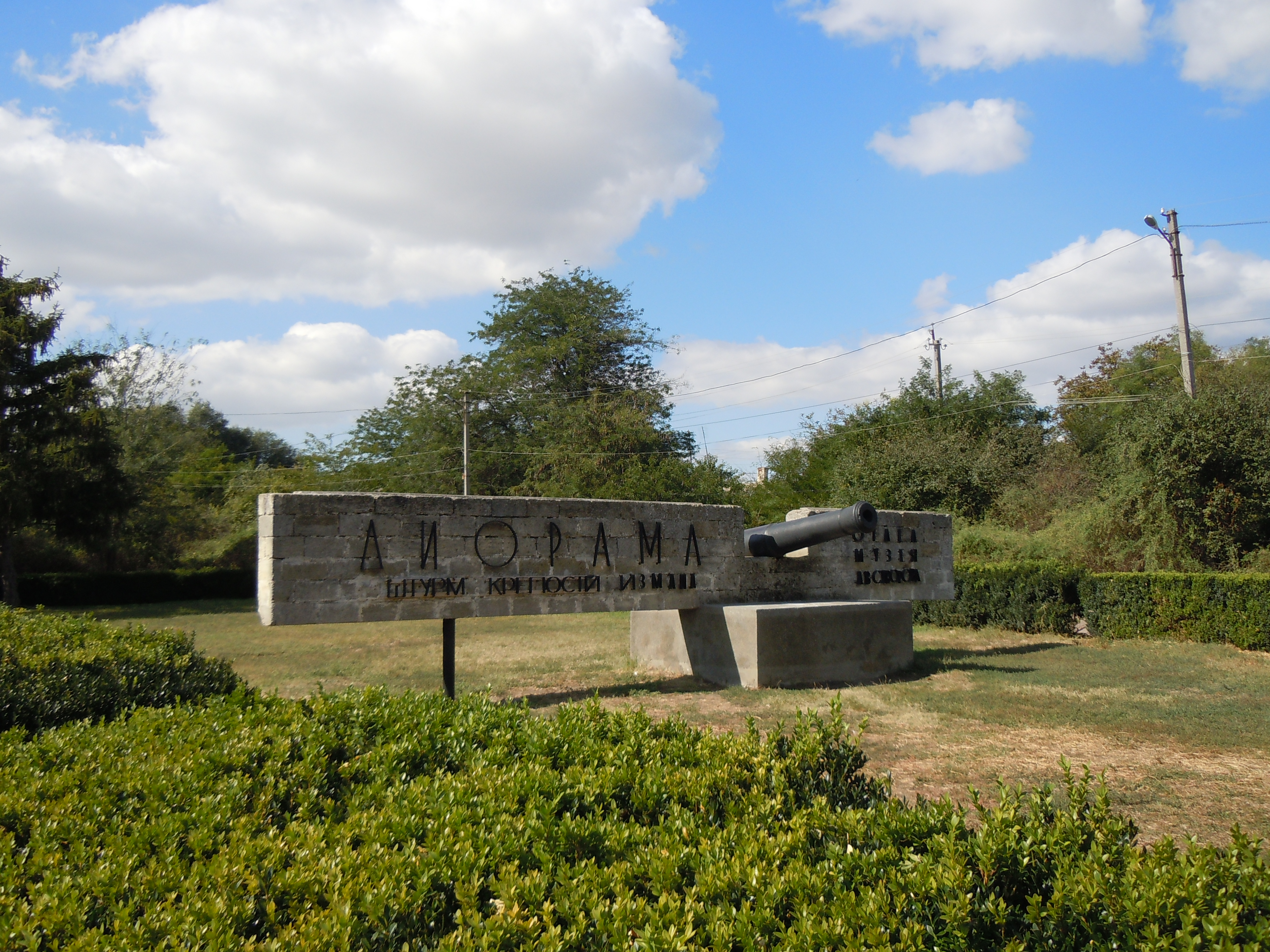
Диорама «Штурм крепости Измаил»
Отделение музея — диорама «Штурм крепости Измаил» — расположена в уникальной постройке — здании Малой мечети — памятнике градостроительства и архитектуры XVI века (национального значения), который является одним из немногих образцов средневековой мусульманской архитектуры, сохранившейся на территории Украины. В XIX веке мечеть була освящена в Кресто-Воздвиженский храм, неоднократно подвергалась частичной перестройке. В 1948 году здание церкви, как памятник старины, было передано областному историческому музею им. Александра Суворова (на тот момент Измаил был областным центром). Впоследствии было освобождено от несвойственных ему культовых деталей христианства и восстановлено в формах мусульманской архитектуры.

## История

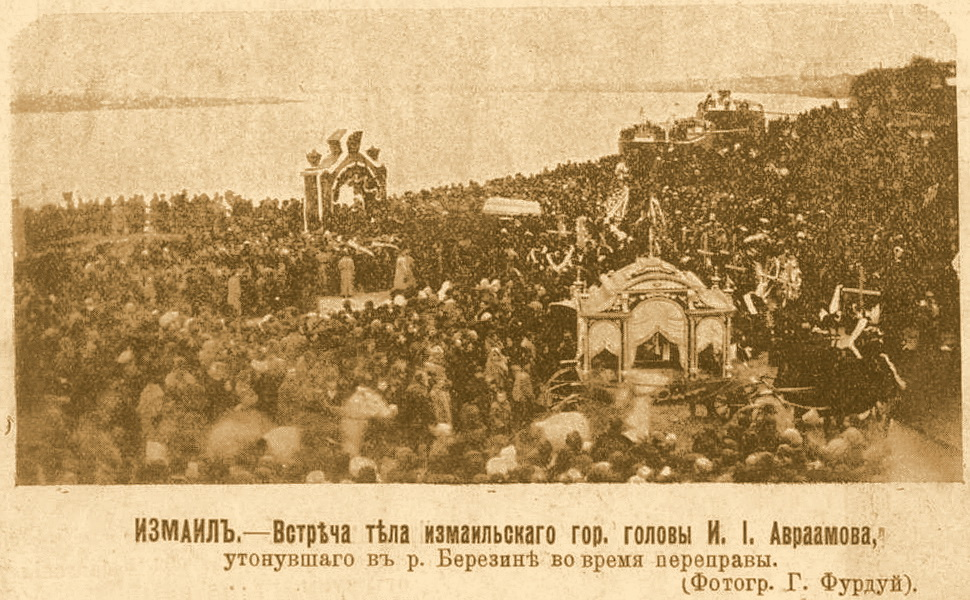
Встреча тела Измаильского городского головы И. И. Авраамова, 1911 г.

Первая попытка создания музея приходится на дореволюционный период. Иоанн Иоахимович Авраамов — богатый купец, который занимал должность городского головы с июня 1909 по март 1911 годов, впервые на заседании Коммунального совета поднял вопрос об увековечивании памяти Александра Суворова в городе и установке ему памятника. Трагическая смерть оборвала его жизнь в 1911 году. Семья Авраамовых проживала в старинном особняке XIX века, памятнике истории и архитектуры, в котором в настоящее время располагается сам музей.
Музей был основан бессарабским губернатором постановлением от 4 июня 1916 года. Однако решение воплотить в действие не удавалося в течение 30 лет. Следующий раз к нему вернулись 15 июня 1946 года. Решение облисполкома дало начало созданию Областного Исторического музея им. Александра Суворова. Открытие для посетителей состоялось 7 ноября 1947 года.
Музей дважды менял свое местоположение. Сперва он размещался в одной из комнат средней школы № 2, с 1947 года — в трех залах Дома учителя. С октября 1956-го музей переезжает в дом по ул. Пушкина, 37, где находится и по сей день.
Новая страница жизни музея открылась 4 октября 2009 года, когда после масштабных ремонтно-реставрационных работ, он снова открыл двери для посетителей, представив им обновленную экспозицию.
Диорама «Штурм крепости Измаил» создана народными художниками России из Московской военной студии им. М. Б. Грекова — Е. И. Данилевским и В. М. Сибирским. На полотне размером 20 на 8 метров художники воспроизвели решающий момент штурма крепости. Открытие состоялось 9 мая 1973 года. Этому событию предшествовало почти три года кропотливой работы художников, а также усилий коллективов многих предприятий Измаила. За время существования произведение искусства реставрировался дважды грековскими мастерами — в 2003 и 2013 годах.

## Коллекция

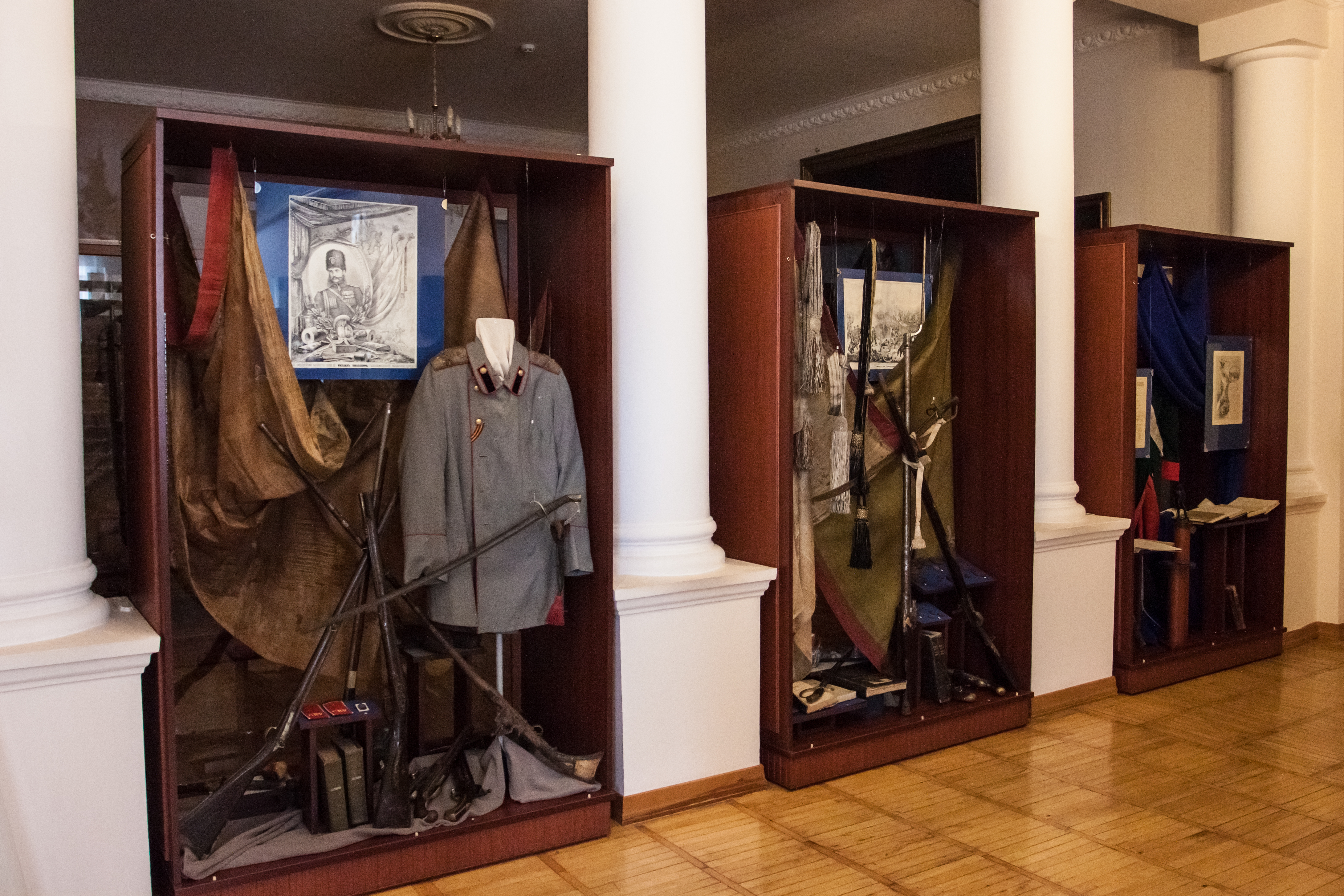
Экспозиция музея

Музей по богатству фондовых коллекций занимает значительное место в ряду музеев Одесского региона и Украины. Уникальное собрание насчитывает более 35 000 предметов. В его основе — собрание, отражающие военно-историческую специфику музея — коллекции обмундирования и снаряжения западноевропейской, русской, советской и украинской армий XVII—XXI веков. Часть коллекции составляют материалы, переданные бойцами Измаильского пограничного отряда — участниками АТО.
Особое место в коллекции занимает оружие, представленная уникальными образцами холодного и огнестрельного оружия западноевропейского, восточного, русского, советского происхождения. Охватывает она временной промежуток с XIV до XXI веков.
Часть коллекции связана с материалами, относящимися к периоду штурма крепости Измаил 11 (22) декабря 1790 года — флаги турецкой и российской армий XVIII—XIX веков, турецкие монеты, ядра, бомбы, турецкая керамика, найденные на территории крепости Измаил. В музее также собраны произведения батальной живописи, графики, скульптуры, редкие книжные издания по военной истории, а также коллекции иного характера: археологическая, нумизматическая, этнографическая, религиозной тематики, документы и материалы по истории Измаила и Придунайского края.

## Экспозиция

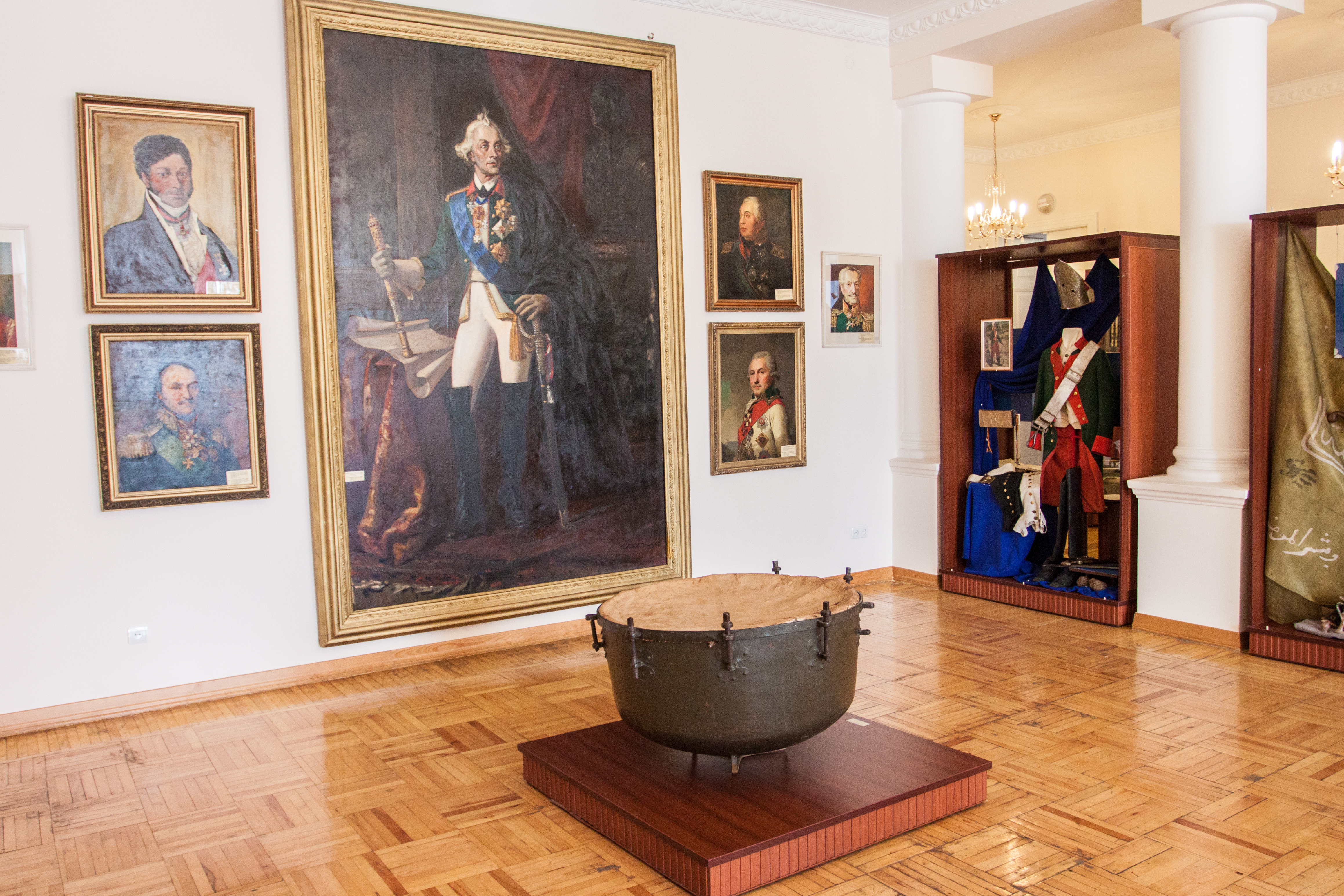
Экспозиция музея

Экспозиция музея отличается стильным оформлением и разнообразием представленных коллекций. Автором художественного оформления является народный художник Украины Анатолий Гайдамака. Экспозиция музея посвящена жизни и деятельности Александра Суворова (1729—1800), участия украинских казаков в русско-турецких войнах последней трети XVIII века и Итало-швейцарской кампании 1799 года. Одним из важных акцентов в экспозиции — вклад полководца в освобождении южных территорий от векового турецкого ига в ходе войн конца XVIII века.
Экспозицию музея дополняет диорама «Штурм крепости Измаил». На полотне размером 8*20 м художники воссоздали решающий момент штурма крепости, который состоялся в период Русско-турецкой войны 1787—1791 годов.
Музей Александра Суворова и диорама представляют собой единый историко-культурный комплекс, который является одним из популярных туристических объектов в городе Измаил.

## Современность
Музей Суворова и диорама «Штурм крепости Измаил» входят в туристические маршруты юга Украины и Одесщины, и являются основными объектами экскурсионного показа для иностранных туристов, прибывающих в Измаил из придунайских стран Европы.
Музей проводит большую просветительскую работу. Научные сотрудники музея принимают участие в городских и международных музейных конференциях. Материалы конференций опубликованы в научных сборниках «Суворовские чтения». Издан буклет по диораме «Штурм крепости Измаил» и серия сувенирных открыток с репродукциями произведений искусства из собраний музея.